# الکساندر یکم، پادشاه یوگسلاوی
الکساندر یکم که به عنوان الکساندر متحدکننده نیز شناخته می‌شود، (۱۶ دسامبر ۱۸۸۸–۹ اکتبر ۱۹۳۴) شاهزاده‌ای صربی و شاه یوگسلاوی از ۱۹۲۱–۱۹۳۴ میلادی بود.

## شاه یوگسلاوی
الکساندر در ۱۹۲۱ میلادی به دنبال مرگ پدرش پتر یکم، شاه یوگسلاوی شد. او در ۱۹۲۹ میلادی دست به اقدامات مهمی زد؛ نام کشور را از پادشاهی صرب‌ها، کروات‌ها و اسلوون‌ها به پادشاهی یوگسلاوی و تقسیمات کشوری را از ۳۳ ایالت به ۹ ایالت جدید تغییر داد.
او در ۱۹۳۱ میلادی، قانون اساسی جدیدی را مطرح کرد که قدرت اجرایی را به شاه می‌سپرد.

## ترور
در سه‌شنبه ۹ اکتبر ۱۹۳۴ میلادی، الکساندر برای دیدار با آلبر لوبرن، رئیس‌جمهور فرانسه و عقد اتحاد میان دو کشور، به فرانسه سفر نمود. در شهر مارسی مردی مسلح به نام ولادو چرنوزمسکی، وی و لوئی بارتو، وزیر امور خارجه فرانسه را با شلیک گلوله به قتل رساند. این ترور یکی از نخستین ترورهایی بود که همزمان از آن فیلم‌برداری می‌شد.